# Kunice (ort i Tjeckien, Mellersta Böhmen)
Kunice är en ort i Tjeckien.   Den ligger i regionen Mellersta Böhmen, i den centrala delen av landet, 25 km sydost om huvudstaden Prag. Kunice ligger 422 meter över havet och antalet invånare är 666.
Terrängen runt Kunice är lite kuperad. Runt Kunice är det ganska tätbefolkat, med 54 invånare per kvadratkilometer. Närmaste större samhälle är Černý Most, 19,8 km norr om Kunice. I omgivningarna runt Kunice växer i huvudsak blandskog.